# Progresivni metal
Progresivni metal ili  progressive metal podvrsta je heavy metala. Ova glazbena podvrsta je ogranak izvornog heavy metala, nastala pod utjecajem progresivnog rocka. Osobine ovog podžanra su duge instrumentalne dionice, poliritmičnost i slojevita struktura skladbe.

## Povijest
Korijeni progresivnog metala se mogu naći u glazbenim rock skupinama kasnih šezdesetih do sredine sedamdesetih godina poput sastava Yes, Pink Floyd, Jethro Tull, King Crimson, Genesis, rani Queen i Rush. Glazbene skupine, poput sastava Rainbow, imale su mnoge osobine progresivnog metala. Međutim, progresivni metal nije se razvio kao poseban glazbeni stil, sve do sredine osamdesetih. Žanr počinje nastajati u drugoj polovici 1980-ih u SAD-u. Očituje se u glazbenom istraživanju američkih skupina Fates Warning, Queensrÿche i Dream Theater, koji uzimaju elemente progresivnog rocka – u prvom redu instrumentalizaciju i kompozicijsku strukturu pjesama - i spajaju ih s glazbenim stilom skupina engleskog "Novog vala britanskog heavy metala", te sa žestokim stilom Metallice i Megadetha.
Navedeni sastavi, začetnici stila, u žanrovskom smislu bliski su stilu iz kojeg se razvio i američki power metal. I u glazbenom smislu power metal i progresivni metal dosta su slični; te je razlikovanje kod nekih albuma i sastava u tom smislu otežano. Oba podžanra se služe melodičnim elementima, s naglaskom na instrumentalnu virtuoznost.
Progressive metal dolazi najviše dolazi do izražaja početkom devedesetih, osobito u djelovanju sastava Dream Theater, koji je najpoznatiji predstavnik žanra.
Elemente progressive metala može se pronaći u glazbi mnogih ostalih metal skupina, raznih podvrsta metala. Kao primjer stapanja žanrova je švedska skupina Opeth, koja je žanrovski usmjerena na doom/death stil s izraženim elementima progresivnog metala.
Gitarske duge solo dionice i izmjene ritma u svakoj skladbi, svojstvene su mnogim glazbenicima koji izvode složeniji i svirački zahtjevniji metal. Ipak, sastavi koji su stilski oprijedjeljeni prema progresivnom metalu, posebnu pozornost i osobit značaj pridaju složenim istančanim instrumentalnim dionicama.

## Najznačajniji albumi
- Awaken the Guardian - Fates Warning
- Operation: Mindcrime - Queensrÿche
- Images and Words
- Metropolis Pt. 2: Scenes from a Memory - Dream Theater
- The Divine Wings of Tragedy - Symphony X